# Lukež
Lukež je priimek več znanih Slovencev:

## Znani nosilci priimka
- Aleksander Lukež (1908-75), športni jadralec, športni delavec
- Evita Lukež (*1955), arhitektka in grafična oblikovalka
- Rudi Lukež, svetovalec za področje vesoljske tehnike (ZDA)